# Hatteras kapitány
Jules Verne regénye annak története, hogyan éri el az angol Hatteras kapitány az Északi-sarkot emberéletet, eszközt nem kímélve.

## A könyv története
1855-ben Jules Verne egy rövid történetet – Telelés Grönlandban (Un Hivernage dans les glaces) – publikált a Musée des familles (Családok Múzeuma) folyóiratban. E pár oldalas történet egyes elemei később feltűnnek a regényben. A Hatteras kapitány első verziója 1864-ben jelent meg két különálló regény formájában: Az angolok az Északi-sarkon illetve a Jégsivatag. Az eredeti verzióban Hatteras életét veszti az Északi-sarkon álló vulkánba zuhanva, ám a kiadó kérésére Verne módosította a befejezést, a könyv az új végződéssel ismert, került kiadásra, utánnyomásra. A végleges változat sorozatban jelent meg a Le Magasin d'Éducation et de Récréation magazinban, 1864 márciusától. A regényt 1866 decemberében újból kiadták Éduard Riou illusztrációival .
Verne korai regénye a két könyvből álló Hatteras kapitány. Ez volt Verne és a Különleges utazások sorozat negyedik könyve. A könyv írása idején (1866) az Északi-sarkon még bizonyítottan nem járt ember, az északnyugati átjáró  keresése, az odaindult és ott veszett, az odaveszett expedíciók keresésére indított kutató-expedíciók tartották lázban az ez iránt fogékony olvasókat, ezeknek a hajósoknak a története át- és átszövi a könyvet. Ahogy záporoznak az út során a földrajzi elnevezések is. Aki követni szeretné a felfedezők útját, annak érdemes a könyv részét képező térképen megtenni azt, a Google térkép tekintetben nagyon korlátozottan használható. Hatteras alakja sokban hasonlít a híres angol felfedezőére, Sir John Franklinéra.

## Fontosabb felfedezők és hajósok a könyvben
1845-ben John Franklin parancsnoksága alatt álló brit expedíció két hajója – HMS Erebus és HMS Terror –  anélkül tűnt el, hogy sikerrel kelt volna át az északnyugati átjárón. Franklin özvegye által ösztönzött sajtó- és közvélemény nyomására a következő tíz évben a brit Admiralitás több mint tizenöt hajót indított a hiányzó expedíció keresésére, amelyhez a francia haditengerészet is csatlakozott. James Clark Ross, Richard Collinson, Robert McClure, John Ross, Edward Belcher, Francis Leopold McClintock, John Rae, hogy csak néhány fontos kereső-felfedező azok közül, akik nevét azóta az északnyugati átjáró körüli öböl, szoros vagy sziget őrzi.
A Belcher-expedíció (1852) hajói közül az egyik a HMS Resolute. A hajó a jég fogságába esett, a legénység elhagyta. A hajó majd közel kétezer mérföldön át sodródott Amerika felé. A szellemhajót felfedezése után az Egyesült Államok kormánya visszaadta Angliának. A királyság a hajó három deszkáját is tartalmazó asztalt (Resulte-asztal) ajándékozott az amerikai elnöknek, amelyet kevés kivétellel azóta is használnak a Fehér Házban. Ezen a hajón szolgált Emile Frédéric de Bray, aki túlélte az expedíciót. Amikor találkozott Vernével, akkor átadta neki naplóját és Bellot hadnaggyal folytatott levelezését, felhatalmazta Vernét ezek felhasználására. De Bray naplójának egyes részei – az északi fény leírását, a jégkunyhók építésének módszereit, a kutyaszán utazás – megtalálhatók Jules Verne könyvében.

## Történet
|  | Alább a cselekmény részletei következnek! |

### Angolok az Északi-sarkon

#### A Forward
A Forward (Előre) nevű, gőzhajtással is felszerelt hajó indulásra készül. A liverpooli hajós társadalom élvezettel találgatja, hogy hová tart a hajó, megpakolva rengeteg élelmiszerrel, skorbut elleni anyaggal és szénnel. A hajó kapitányáról például azt feltételezik, hogy az egy kutya. A másodtiszt, Richard Shandon, igen szűkszavú, nem árul el semmit a kérdezősködőknek.

#### Váratlan levél
Teljes terjedelmében megismerszik az a levél, amelyet Shandon kapott. A levélben nem csak állást ajánlottak számára, de pontos utasítást kapott a Forward megépíttetésére és a legénység toborzására is. Ez utóbbiak számára a szokott bérezést jóval meghaladó juttatást helyezett kilátásba a levelet aláíró, de magát fel nem fedő K. Z.

#### Doktor Clavbonny
A hajó építése és a toborzás rendben megtörténik Shandon irányításával. Megérkezik a váratlan levélben jelzett doktor is. És végül az előre megadott időpontban Shandon kezére adják a szintén levélben jelzett kutyát. A hajó tizennyolc fős legénységgel útra kész.

#### A kutya–kapitány
A kitűzött indulás napja elérkezett. A doktor berendezkedett, könyvekkel, orvosi felszereléssel és rengeteg hasznosnak vélt eszközzel szinte el is tömíti kabinját. A legénység próbál a kutyával barátkozni, de az nem áll kötélnek, a nevét sem sikerül kitalálni. A matrózok egymást közt „kapitány“-ként beszélnek róla, félig gúnyosan, félig félve. Shandon habozik nekivágni a kapitány nélkül, bár a levélben határozottan meg volt adva az indulás napja, azaz ma. Az utolsó pillanatban a kutya szájában egy újabb levéllel tűnik fel, amely a Forwardot északra vezényli. Adott napon kell a Farawell foknál lenniük, ha a kapitány ott sem jelenne meg, akkor tovább kell hajózniuk a Melville öbölig.

#### A nyílt tengeren
A doktor és Shaldon lefolytatja az első tengeri felfedezőkről szóló beszélgetését. A könyvben a doktor számtalan esetben mesél a felfedezőkről, az angol hajósokról. A doktor lő egy sarki sirályt, amit – mindenki meglepetésére – ízletes vacsoraként készít el.

#### A nagy sarki áramlatban
A doktor ezúttal a bálnákról és a tengeráramlásokról mesél, majd Grönland felé közeledve meghallgatjuk a sziget felfedezésének történetét is. És innen már csak egy ugrás az északnyugati-átjárót kereső hajók útjainak kitárgyalása.

#### A Davis-tengerszorosban
Grönland földrajzát a jéghegyek kitárgyalása követi a bőbeszédű doktor által. Ezen értekezéseket megszakítja a kapitány létéről, nem létéről és szándékairól szóló találgatás, illetve a legénység és a kutya viszonyának taglalása. A kapitányról semmi biztos nem derül ki, ahogy a kutya esetében sem jut előbbre a hajózó társaság. 

#### A legénység elhatározása
A további utat jéghegyek torlaszolják el. A legénység jégvágóval, fűrésszel próbál utat törni. E közben panaszkodnak, mert az ismeretlen kapitány döntése értelmében a hajón nincs alkohol fogyasztás, csak orvosi receptre. Az egymás-közti beszélgetés vége az, hogy Clifton kijelenti, szerinte a kutya a hajó kapitánya, mert úgy is viselkedik.
Több napon át küzdenek, felhasználva a hajó orrsarkantyúját is, de nem jutnak előre. Egy alkalommal beszorulnak két jégtömb közé, egy harmadik fenyegetően közeledik hozzájuk, ám az az utolsó pillanatban alámerül. A doktornak erre a természeti jelenségre is van magyarázata.

#### Új esemény
Shandon egy levelet talál a kabinjában. Ebben az ismeretlen kapitány elismeri munkáját, utasítja, hogy a legénységet is dicsérje meg. A hajót a Melville öbölbe irányítja. A levél érkezéséről vitatkozva a doktor, Shandon és Johnson arra a következtetésre jut, hogy a kapitánynak a hajón kell lennie. Egyetlen ötletük, hogy a kapitány a kabinjában rejtőzködik, ám ezt értelmetlensége miatt elvetik. Shandon követi a kapott parancsokat.

#### Hajózás veszedelmekkel
Uppernawik, az utolsó dán település Grönland partján, a doktor, Shandon és még páran kieveztek, hogy tiszteletüket tegyék. Remek alkalom a doktor számára az eszkimó szokások megismerésére. Kiderül az is, hogy senki nem vár a hajóra, a kapitány nem itt készül felszállni. Vásárolnak nyolc szánhúzó kutyát. Az erős fény ellen zöldre festett gézálarccal védekeznek. A hajó tovább indul a jeges Baffin-tengeren, a matrózok tovább küzdenek a jéghegyekkel.
Shnadon, a doktor és Gary jégre szál, hogy megnézze, miként küzdhetik le a hajó előtt tornyosuló jéghegyet. Beszélgetésük közben felmerül, hogy a legénység nem túl elkötelezett az út mellett, mintha fegyelmi gondok is lennének.

### Az ördög hüvelykujja
A hajón maradtak egyre elkeseredettebb küzdelmet vívnak a tovább jutásért, egyre inkább kedvük volna visszafordulni Liverpoolba. Helyzetük miatti haragjuk a kutya ellen fordul, elfogják, kiviszik a jégre, és egy fóka vájta lélegző lékbe dobják, a léket befedik, hogy a kutya ott ne tudjon feljönni levegőért se.
A visszatért Shandon kerülő úttal próbálkozik, ám amit nappal megtesznek, azt éjszaka a vízáram visszaveszi. Olyannyira, hogy egyre közelebb sodródnak a parthoz, a fejezet címét adó Ördög hüvelykujja sziklához. Egy délibábhoz hasonló jelenség miatt a legénységen úrrá lesz a félelem, majdnem a tengerbe vetik magukat, a tiszteknek alig sikerül fenntartani a rendet. Páran egy közeli jégtáblára futottak, most viszont lélekszakadva térnek vissza a hajóra, egy csupa jég állat üldözi őket. A kutya(-kapitány) volt az.

#### Hatteras kapitány
A kutya a sodrodó jégtáblákon követi a hajót, a legénység idegei felmondják a szolgálatot. Shandonhoz mennek követeléseikkel. Shandont csupán az menti meg, hogy a jég körülvenni készül a hajót. Teljes gőzzel próbálnak kiérni az összezáruló jéghegyek közül, a legénység ismét menekülni akar. A végzet előtti pillanatban a kapitány felfedi kilétét és megmenti a hajót. Kiderül, hogy az közismert Hatteras kapitány Garry matrózként tartott velük az út elejétől fogva. Valamint a kutya neve Duk.
Hatteras gyújtó hangú beszédet tart „Anglia elvárja, hogy mindenki megtegye kötelességét”
Hatteras egy dúsgazdag londoni sörfőző fia, örököse. Az angol felsőbbrendűségét bántja, hogy az földrajzi felfedezések nem csak angoloknak köszönhetők. Eltökélt célja az Északi sark elérése, ezt már megkísérelte a Farewell kétárbócos vitorlással, amely az északi szélesség 76. fokáig jutott, ott kellett áttelelniük, az expedíciót egyedül Hatteras élte túl.

#### Hatteras tervei
A tiszteket színvallásra kényszeríti Hatteras. Shandon diplomatikus választ ad, Johnson és Wall lelkesedik. De messze nem annyira, mint a doktor. A kapitány hosszú, tényekkel és számokkal alátámasztott beszédet tart, mely szerint a sark körül, ahol még nem járt senki, jégmentes tenger található. Shandon ellentmond, kisebbségben marad. A terv az, hogy Lancaster-, majd a Barrow-szoroson áthajózva elérik Beecheyt. Onnan északra fordulva a Wellington csatornán átjutva elérik a jégmentes tengert.
Az útjukat elálló jégfalat a hajó ágyú elsütésével kiváltott nyomás-hullámmal ütteti szét Hatteras.

#### Expedíció Franklin felkutatására
A jég akadályozza előrehaladásukat. Kiderül, hogy Hatteras tervében fontos szerepet szán Beechey szigetének, ahol tudomása szerint nagy mennyiségű szenet halmozott fel az angol admiralitás az előző expedíciók támogatására. A doktor ismét felidézi a Franklin expedíció két hajójának, a Terrornak és az Erebusnak a tragédiáját – a könyvben erre számos alkalommal sor kerül, az északi vizek hajósai számára a történet afféle igazodási pont. A admiralitás több hajóval is kerestette a Franklin expedíciót, ezen hajók útjai is a doktor történeteinek gyakori szereplői.

#### A Forward délre vetődik vissza
A Beechey szigetek eléréséhez nyugat, észak-nyugatra kellene haladni, de a jég áthatolhatatlan. Hatteras ezért óriási kerülőbe kezd. A hosszú út első állomása a Leopold öböl. Ez a hely az, ahol a James Ross expedíció áttelelt, az itt meghalt matrózok sírját is felkeresik az utazók. A hátrahagyott készleteket azonban az állatok és eszkimók felélték. Dél felé haladva látnak két bálnát.

#### A Mágnese sark
Sikerrel behajóznak a Bellot szorosba, ám útjukat vihar és jégtáblák nehezítik olyannyira, hogy el is akadnak. Több nap alatt küzdik át magukat a szűk csatornán. Ám a tengeren sem jobb a helyzet. Miközben Hatteras a szén készletre tekintet nélkül teljes gőzzel irányítja a hajóját ismét észak felé, a doktorral a matrózok elkötelezettségéről cserél eszmét. Ám a jég ismét megakadályozza, hogy elérjék Beecheyt, a kapitány ezért úgy dönt, hogy még egy nagy szigetet megkerülve éri el célját, ezért ismét dél felé haladnak. Ám  gőzgép karbantartásra szorul. Ezt használja ki a szinte minden tudományban jártas doktor, és kis csapat élén megkeresi a Föld mágnes sarkát.

#### Sir John Franklin katasztrófája
A Terror és Erebus hullámsírjának közelében elhaladva részleteiben is megismerjük az angol tengerészet dicsőséges, ám tragikus expedíciójának történetét. Jó hírként a Forward végre akadálytalanul halad észak felé.

#### Útban észak felé
Duk, a kapitány kutyája és a doktor összebarátkozik. Wall és Shandon a legénységről beszélget, Shandon igen szkeptikus. Rossz szemmel nézi a kapitány szén-pazarlását, a Beechey lerakatba vetett hitét, de még inkább tart Hatteras minden áron elérni az Északi-sarkot attitűdjétől. Wall nem mindenben osztja Shandon nézeteit.

#### Bálna a láthatáron
Végre kiérnek a Melville-tengerre. A jég közt bálna bukkan fel, és a kapitány, kicsit a legénység kedvéért is, engedélyezi a csónak vízre tételét és a bálna-vadászatot. Amely már-már sikerrel jár, ám a bálna beúszik két jégtömb közé, a szigony kötelét le kell vágni, hogy a csónak utasai megmeneküljenek. A bálnát a két jégtömb halálra szorítja.

#### A Beechey-sziget
És végre, július 3-án elérik a Beechey-szigetet, ahol élelmiszer és szén vár rájuk. Johnson navigál, aki egy korábbi expedícióval már járt itt. Partraszállás után megtalálják Franklin (expedíció parancsnok), Crozier (a Terror kapitánya) és Fritz James (az Erebus kapitánya) emléktábláját. Az utazókat óriási csalódás éri, sem élelem, sem szén. Az élelem okán a jegesmedvéket, a szén kapcsán az üzletelő eszkimókat gyanúsítják, de ez nem segít rajtuk. Shandon először próbálja megpendíteni Hatterasnak, hogy nem jó irányba haladnak a dolgok, de az ridegen rendreutasítja.

#### Bellot halála
Az üres raktár okozta csalódás sem készteti meghátrálásra Hatterast, északra tart. Kivételesen Johnson mesél az angol tengerészet dicső és halottakkal teli történelmének Bellot hadnagy nevével fémjelzett esetéről. Johnson részt vett abban az expedícióban, amelyben a hajót és eszközöket vesztett matrózok egy jégtáblára menekülnek, ahonnan a szél Bellotot a tengerbe sodorja.
A hajó a rengeteg jég miatt ismét kerülőre kényszerül. Egyre nő a feszültség is, Hatteras a doktoron kívül szinte senkiben sem bízik, legfeljebb Johnsonban és még két matrózában. A kétségeinek eddig néhányszor hangot adó Shandont kvázi ellenségként kezeli.
A haladást nem támogatja szél, az evezésre, vontatásra fogott emberek elkészültek erejükkel, így Hatteras befűtteti a kazánokat.

#### Kezdődik a lázadás
A pár hétre elég szénkészlet felhasználása akkor, amikor áttelelésre készülnek, lázadáshoz vezet. Pen matróz megakadályozza a kazán befűtését, Hatteras Shandonnal vasra veretné. Ám Shandon is megkérdőjelezi Hatteras döntését, mire a kapitány pisztolyt tart Pen fejéhez. Nagy nehezen helyre áll a rend, a hajó gőzhajtással is nehezen halad előre.
Shandon és Wall az északi jégmentes tenger létéről vagy nem létéről beszélget, a doktor és Johnson pedig a matrózok terveiről.

#### Harcban a jéghegyekkel
Kínkeservesen haladnak előre, továbbra is a szénkészlet terhére. A matrózok lassan belátják, hogy itt fognak áttelelni, mert már túlságosan északra vannak ahhoz, hogy visszaforduljanak. Shandon is így gondolja. Hol a jégre szálló matrózok vonszolják a Forwardot, hol lőporral robbantanak utat maguknak és alkalmanként maga a hajó rohan a jéghegynek, hogy vasalással erősített orrával szétvágja azt. Szerencsével túlélik több jégmező ütközését is, egy jéggel körbevett medencébe szorulnak, ám az áramlat most kivételesen jó irányba sodorja őket. 

#### Előkészületek a telelésre
A jég által közrezárt hajót elkezdik felkészíteni az áttelelésre. A hajó körül mesterséges jégburkot építenek, a hajón belül pedig egy központi, fűthető térbe hordják az értékes, fagyot nem álló dolgokat.

#### James Ross vén rókája
Nagy a hideg, semmi sem történik. Néhányan eljárnak vadászni, de nem sok zsákmányt ejtenek. Egy nap úgy tűnik, hogy mégis sikerült egy jegesmedvét elejteniük, ám az optikai csodás nagyította fel egy sarki rókát medve nagyságúvá. A rókán nyakörvet találnak, amelyet James Ross expedíciója tett rá tizenkét éve, amikor épp átteleltek innen nem messze.

#### Az utolsó darabka szén
Még nagyobb a hideg, a szénkészlet fogyása miatt még kisebb helyre szorulnak össze az hajózók. Lélekben a szén utáni időre készülnek. A skorbut is felüti fejét, hiába az előkészület, és isznak citromlevet, esznek mézpasztillát. December 8-án elfogy a szén, a leghidegebb február pedig jóval odébb van.

#### A karácsonyi nagy hidegek
A szén pótlására használt fókazsír december 20-án fogy el, a hajóban -22 fok van. Shandon vezetésével arra kérik a kapitányt, hogy a hajó fa anyagát használják tüzelőnek, ám Hatteras kereken nemet mond. Néhány nap múlva a kapitány leghűségesebb híve, a doktor is arra kéri Hatterast, hogy engedje a hajó fölös részeink feldarabolását. A kapitány nem mond ellent, a legénység nekiesik a hajónak. A doktor egyik könyvében lel egy fél mondatot, miszerint Edward Belcher expedíciója a Forwardtól alig száz mérföldre élelem és szén-lerakatot látott. Hatteras a szén szóra kivirágzik és expedíciót készül indítani. A Forward helyzetének újra meghatározásakor kiderül, hogy észak felé sodródtak, így a Belcher említette hely már háromszáz mérföldre van a hómezőkön és jégtáblákon át.

#### Előkészület az indulásra
Johnson készíti elő az ácsolt szánt a közel negyven naposra becsült útra. A szánt a korábban vett hat kutya húzza majd. Végül négyen vágnak neki az útnak: Hatteras, a doktor, Bell és Simpson és persze Duk, a kapitány kutyája. Indulás előtt a kapitány titokban Johnsonra bízza a hajót, mert nem bízik Shandonban.

#### Utazás a jégmezőkön át
Nappal utazás, esténként jégkunyhó építés. Rettenetes hideg. Egy alkalommal váratlan és vastag ködtakaró, amiben elveszítik egymást. Miközben igyekeznek összetalálkozni egy medve is felbukkan. A köd nem oszlik, a szánhúzó kutyák ugatása döbbenti rá az egymásra találó négy embert, hogy a medve megtalálta a szánt. Rohannak, de addigra a nem is egy, hanem öt medve és pár róka remek lakomát csap az utazók készletéből. Szerencsére a kutyákat nem bántják.

#### A jelzőoszlop
A károkat felmérve arra jutnak, hogy inkább tovább mennek fél élelmiszer adaggal, mintsem sikertelenül visszatérjenek. Simpson skorbutos lesz, egyre gyengébb. A doktornak majdnem lefagy az orra. Duk talál egy jelzőoszlopot, amelyet szétbontva kiderül, hogy a Porpoise nevű hajó két hónappal ezelőtt itt járt. Egyikük sem ismeri ezt a hajót.

#### Simpson halála
Nehezen, de haladnak tovább dél felé a vélt szénlelőhelyhez. Egyik éjszaka majdnem rájuk szakad a vájt jégbarlang teteje. A lelőhelytől alig hatvan mérföldre találnak egy elhagyott puskát, majd később egy szögmérőt, az elhagyott tárgyak súlyos tragédiára utalnak. Hatteras nem megy a haldokló Simpson közelébe, akit a doktor sem képes megmenteni. Hárman maradnak.

#### Vissza a Forwardhoz
Hatteras belátja, hogy nincs esélyük elérni Belcher lerakatát, a többiek egyetértenek vele. Pár napos pihenő után dolgavégezetlenül visszaindulnak a Forwardhoz. Duk rátalál egy hóhalomra, ami alól két holttest és egy félig halott férfi kerül elő. Utóbbi, amint visszanyeri eszméletét, elmondja, hogy ő a Porpoise nevű hajó kapitánya, Altamont, és New Yorkból indultak. Visszafelé eseménytelen az út, hideg van, alig van mit enniük. Amikor már szinte látótávolságban van a Forward, egy füst oszlopot látnak. Kiderül, hogy Shandon és a többi matróz szánokkal visszaindult, a hajót meg felgyújtották. Ezt Johnson mondja el, aki nem tartott velük. Hatteras rövid dühkitörése végén jelzi, számára változatlanul az Északi-sark a cél.

### A jégpusztaság

#### A doktor leltárt készít
A doktor felméri, mi maradt, mi lehet hasznukra a túléléshez, az átteleléshez.

#### Altamont első szavai
Hatteras kérésére Johnson elmeséli a lázadás történetét. E szerint Shandon a kapitány és társai távozása után nem sokkal élére állt az elégedetlen matrózoknak. Egy hónapon át felélték az élelem készleteket, megcsapolták a tiltott alkohol állományt és eltüzeltek szinte mindent, amit el lehetett. És végül délnek vették az irányt a hajón maradt szánt felhasználva.
Tanácskoznak. Johnson is délre indulna, mert már csak három heti élelmiszerük maradt. A doktor is a visszatérés mellett van, ahogy Bell hajóács is. Hatteras viszont tántoríthatatlanul az Észak-sark felé haladna. Már szakadna a csapat, amikor Altamont eszméletére tér és elárulja, hogy hajója, a Porpoise északabbra szenvedett hajótörést, ám nem süllyedt el, így bőséges ellátmány vár rájuk, ha arra indulnak.

#### Tizenhét napos gyalogút
Elindulnak a Porpoise felé. Hatteras féltékeny Altamontra, mert az északabbra jutott, ráadásul amerikai hajóként.

#### Az utolsó töltésnyi lőpor
Változatlanul nagyon hideg van, az élelmiszer rohamosan fogy, már a szánhúzó kutyáknak sem jut elég. Johnson vadászni indul az utolsó tölténnyel. A hidegben odafagyott kezéből kieső puska elsül és semmit sem talál el. Teljesen elfogy az élelmük. És egy jegesmedve követi őket. A leleményes doktor a hőmérő higanyából golyót önt.

#### A fóka meg a medve
Hatteras magára ölti az egyik elesett fóka bőrét, a medve megtámadja a fókának vélt férfit, aki közelről lelövi. Most, hogy van húsuk, kiderül, hogy nincs tűzgyújtó eszközük, még egy messzelátó lencséjük se. A leleményes doktor jégből készít lencsét, lesz tűz, sül a medve-hús. Hatteras képtelen elfogadni, hogy Altamont előtte járt.

#### A Porpoise
Végre elérik az amerikai hajót. Kiássák a hó alól és örömükre a készleteket sértetlenül megtalálják. A doktor már az Északi-sarkra jutást tervezi, ám Hatterasnak nem tetszik, mert a Porpoise deszkáiból építendő hajó amerikai lenne, nem angol. Mivel a hajó nem alkalmas az áttelelésre, a doktor olvasmányai alapján jégházat tervez és épít meg társaival.

#### Térképészeti vita
Altamont teljesen felépül, a két kapitány között folyamatosan nő a feszültség. A doktor kezdeményezésére elnevezik az általuk felfedezett területeket, beleértve szűkebb lakhelyüket is.

#### Kirándulás a Viktória-öböltől északra
A leleményes Doktor a Porpoise Bunsen szárazelemének felhasználásával világító-tornyot épít, hogy könnyebb legyen visszatalálniuk a szállásukra. Több felfedező utat is indítanak a környékre.

#### A hideg meg a meleg
Az unatkozó telelőket a doktor az ember által elviselt leghidegebb és legmelegebb hőmérséklethez tartozó történetekkel szórakoztatja.

#### A telelés örömei
A két kapitány acsarkodását oldandó más áttelelő hajók szokásairól – újság, színház – mesél a doktor.

#### Nyugtalanító nyomok
Öt jegesmedve nyomát fedezik fel, amelyeket az emberi lakhely vonz, ezért őrséget állnak. Amikor Altamont áll őrt, Hatteras hűségesküt kíván meg a többiektől. Valamint kijelenti, hogy a Porpoise romjaiból nem építenek bárkát, mert az amerikai lenne.

#### A jég fogságában
A medvék eltűntek, ezért Hatteras vezetésével elmennek vadászni. Ám mind az öt medve előkerül, a vadász-csapat kis szerencsével ér csak vissza a szállásra, ám a doktor leszakadt tőlük. A medvék körbeveszik a szálláshelyet. A bentiek sikertelenül veszik fel a küzdelmet, számos ötletük ellenére a medvék nem tágítanak.

#### A robbanóakna
A védelem érdekében eltorlaszolt ablakok és ajtó miatt fogy az oxigén. Az egyik fal felől kaparást hallanak, felkészülnek a támadásra, de csak a doktor ássa vissza magát. A doktor ötletére a jégben folyosót és aknát ásnak, a végébe elhelyezik egy elejtett róka tetemét és a Porpoise-ról származó lőport. A medvék lépre mennek és elpusztulnak.

#### Tavasz a sarkvidéken
Május közepén jobbra fordul az idő. A doktor hosszú beszélgetés során ráveszi Hatterast, fogadja el, hogy a Porpoise romjaiból építenek bárkát.

#### Az Északnyugati átjáró
A bárka ácsolása közben a két kapitány egymásnak feszül. Hatteras képtelen elfogadni, hogy egy amerikai messzebb jutott északra, mint ő, hogy egy amerikai hajó nyersanyagát kell felhasználni, hogy továbbjussanak. A vita Mac Clure útja körül csúcsosodik, a doktor nyugtatásképp részletesen mesél Mac Clure útjáról.

#### Az Északi-sark árkádiája
Vadászat közben a doktor és Altamont hosszan beszélget az ébredő természet szépségéről.

#### Altamont bosszúja
A doktor és a két kapitány pézsmaökörre vadászik. Az állatok megtámadják Hatterast, Altamont és a doktor menti meg. Hatteras kényszeredetten köszöni meg. A két kapitány közt egy perc alatt elillan az ellentét, egyesítik erőiket az Északi-sark meghódítására.

#### A végső előkészületek
Elkészül a bárka, a szán, felpakoltak mindent, utolsó éjszakájukra készülnek a téli szállásukon.

#### Útban észak felé
Folyamatosan haladna észak felé, útjukat nem hátráltatja semmilyen rendkívüli esemény, csak a hideg, a hó, a jég.

#### Nyomok a hóban
Erős ködben haladnak, amikor eszkimók nyomát keresztezik, ám a doktor észreveszi, hogy egy szöges bakancs nyomai is láthatók a hóban, a nyom egyértelműen nem eszkimótól származik. Találnak egy zsebnagyító lencsét is. Hatteras nehezen viseli el, hogy nem ő az első.
Egy viharos éjszaka után meglátják a tengert. Erről a tengerről feltételezik az utazók az egész út során, hogy a sarkig viszi őket, és melegebb vizű, kevésbé jeges, mint az ide vezetők voltak.

#### A szabad tengeren
Átszállnak a bárkába. A doktor távcsővel pásztázná a szemhatárt, ám hiányzik a távcső lencséje. A doktor ráébred, hogy az eszkimó lábnyomok az ő lábnyomai voltak, a talált lencse az ő távcsövéből esett ki. Hatteras elsőségének tehát nincs akadálya, a kapitány azt reméli, hogy sark szárazföldre esik.

#### Közeledés a sark felé
Földet pillantanak meg, közelebbre érve látják, hogy a földdarabot egy tűzhányó uralja. Éjszaka viharba keverednek, ráadásul a tűzhányóból is szikrák röpülnek szerteszét. Távolodniuk kell, Hatteras a kínok kínját állja ki emiatt. És még pár jegesmedve is feltűnik. Végül hajnalban a nyílt vízen pihennek meg.

#### Anglia lobogója
Hatteras azonban hiányzik, nincs a hajón. A tűzhányó kitörése ellenére találnak egy kikötési lehetőséget. Duk kiront a szárazföldre, ugatása nyomán megtalálják Hatteras testét egy angol zászlóba csavarodva. Nagy meglepetésükre a kapitány életben van, hamarosan magához is tér. Iratot szerkesztenek arról, hogy elérték az északi szélesség 89° 59’ 15“ pontját, amit egy kőoszlopba rejtenek.

#### Sarki kozmográfus-tanfolyam
Ünneplik a sark elérést és Hatterast, ám a kapitányt bosszantja, hogy nem pont a sarkon van. A doktor a Föld formájáról, forgási sebességéről értekezik.

#### A Hatteras-hegy
Hatteras legemberibb megnyilvánulásaként megköszöni mindenkinek kitartását, bátorságát és elindul a tűzhányó tetejére. A többieknek csak azt engedi, hogy az út feléig elkísérjék. Amikor elérik a vulkán veszélyzónáját, a doktor megállítaná Hatterast. Ám az megszállottan indul tovább az általa Hatteras-hegy névre keresztelt vulkán teteje felé. Felérve az angol zászlót lobogtatva megpróbálja helyzetét meghatározni. Ebbéli igyekezetében a vulkánba zuhanna, ám Duk és Altamont visszarántja. A vulkáni gőzök hatására a kapitány megőrül. (Első változatban a kapitány belezuhan a kráterbe és meghal, ám Verne a kiadó kérésére átírta a könyv végét – kevésbé tragikussá.)

#### Vissza, délre
A visszaút szinte eseménytelen. Egy vízmosásban rátalálnak a lázadó Shandon és társai megfagyott holttesteire.

#### Befejezés
Londonban ünneplik őket. Hatteras egy elmegyógyintézetbe kerül. 
|  | Itt a vége a cselekmény részletezésének! |

## Érdekességek
- A könyvből hiányzik a francia nemzetiségű szereplő, aki Verne számos könyvében a vicces, életkedvelő, konfliktus-oldó figura. A doktor figurája ugyan megfelel a jellemzőknek, ám ő is angol.
- A könyv első tizenegy fejezetében Verne titkolja a kapitány nevét és kilétét, ám a könyv címe – Hatteras kapitány – árulkodó.
- A főhőst, Hatteras kapitányt, nem egyértelmű hősként ábrázolja Verne, még akkor is távolságot tart tőle, amikor a kapitány szenvedélyéről, az Északi-sarkról beszél, vagy veszélyhelyzetet old meg egymaga. Ez a távolságtartás nem jellemző a Verne hősökre, az író általában azonosul, egyetért hőseivel. A negatív hőssé váló szereplők sem negatív szereplőként jelennek meg, leginkább a történet szövés kívánja gonosszá válásukat.
- „A Szentpétervárott 1740 januárjában épült jégház és a benne levő tárgyak tüzetes leírása“ – Verne megnevezi másik forrását is, ahonnan a jégház ötletét nyerte.
- Szóval holnap kirándulunk – mondta a doktor mosolyogva, mert látta, hogy a vén tengerészt aligha sikerült meggyőznie -, és ha van valahol erre egy külön nyílás, ahol le lehet hatolni a Föld középpontjáig, hát akkor együtt megyünk! Verne második könyve, az 1864-ben megjelent Utazás a Föld középpontja felé épp erről szólt!
- Hatteras kapitányt Verne, mint híres utazót megemlíti A prémvadászok (1873) regényében.

## Szereplők
- John Hatteras
- K. Z., kapitány,
- Richard Shandon, parancsnok,
- James Wall, harmadtiszt, „mindent jól felfogott, és végre is hajtott, de nemigen volt kezdeményező képessége. Harmadtisztként azonban megállta a helyét.“
- dr. Clawbonny, hajóorvos,
- Johnson, szolgálatvezető első altiszt, „a tengerrel vívott harc edzett fia, a sarki óceán e rutinos, vén hajósa, hidegvér és vakmerőség tekintetében mindenkinek példaként szolgálhatott.“
- Simpson, szigonyvető, „megbízható ember, a kötelesség és a fegyelem rabszolgája“
- Bell, hajóács, „megbízható ember, a kötelesség és a fegyelem rabszolgája“
- Brunton, első gépészmérnök,
- Plower, második gépészmérnök,
- Strong, szakács (néger),
- Foker, sarkköri révkalauz, a jégmezők révkalauza, tapasztalt tengerész
- Wolsten, puskaműves,
- Bolton, matróz, tréfás kópé, vidám és kellemes csevegő.
- Garry, matróz, harmincöt éves, kemény arcú, de kissé sápadt, szomorú legény.
- Clifton, matróz, nem olyan lelkes, elszánt fickó
- Gripper, matróz, nem olyan lelkes, elszánt fickó
- Pen, matróz, nem olyan lelkes, elszánt fickó
- Warren, kazánfűtő
- Altamont kapitány, az amerikai Porpoise kapitánya, hajótörötte, egyetlen túlélője
- Duk nagy, fityegő ajkú, feketés-barna, keresztcsíkos testű dán kutya

## Magyar kiadások
- Légrády, 1875, „Hatteras kapitány kalandjai / Az angolok az éjszaki sarkon / A jégsivatag“ címmel, fordította: Palásti Sándor XXX
- Franklin-Társulat, 1899, 480 oldal
- Franklin-Társulat, Budapest, 1911, 478 oldal 1880[2]
- 1944, rövidített kiadás, „Hatteras kapitány. Angolok az Északi sarkon“ címmel XXX
- Móra, Budapest, 1960, 1962,  fordította: György Ferenc · illusztrálta: Bokros Ferenc[2]
- Móra, Budapest, 1967, fordította: György Ferenc, illusztrálta: Csergezán Pál[2]
- Móra, Budapest, 1980, ISBN 9631121712, fordította: György Ferenc, illusztrálta: Csergezán Pál, utánnyomás hat alkalommal[2]
- Liber et Librarius, Budapest, 1994, ISBN 9638531223, illusztrálta: Édouard Riou (a könyv első francia kiadásának illusztrátora)[2]
- Unikornis, Budapest, 1999, ISBN 9634272142, fordította: György Ferenc, illusztrálta: Fabó Attila László[2]